# Kejsarinnan Zhang

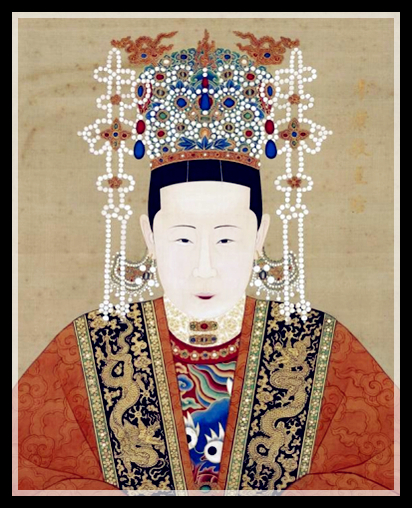
Kejsarinnan Zhang

Kejsarinnan Zhang, född 1471, död 1541, var en kinesisk kejsarinna, gift med Hongzhi-kejsaren. Hon var gift med den enda monogame kejsaren i Kinas historia. 

## Biografi
Zhang blev gift med Hongzhi år 1487, och blev kejsarinna då han besteg tronen senare samma år. 
Hongzhi-kejsaren skaffade inga andra makor och hade heller inga konkubiner, något unikt för Kinas kejsare. Orsaken ska ha varit att han uppriktigt älskade henne och därför inte kände något behov av fler partners. Zhangs familj och släkt gynnades av kejsarens kärlek till henne. Zhang blev mor till tronföljaren och paret sades leva tillsammans som ett kärlekspar och som ett par av folket snarare än som en kejsare och kejsarinna i ett dynastiskt äktenskap. 
Zhang bekräftades i sin titel och position som änkekejsarinna vid makens död år 1505 och ännu en gång vid sin sons död 1521, och behandlades med stor respekt som änkekejsarinna.   